# Tungliao
Tungliao (egyszerűsített kínai írással: 通辽市, pinjin: Tōngliáo Shì) prefektúra szintű város Kínában, Belső-Mongólia Autonóm Terület tartományban. Lakosainak száma 2 873 168 fő (2020).

## Népesség
| 2010 | 3 139 153 |
| 2020 | 2 873 168 |

## Testvérvárosok
- Debrecen
- Csojbalszan